# رجاء التومي
رجاء التومي (3 أفريل 1978 ) لاعبة كرة يد تونسية، وقائدة منتخب تونس لكرة اليد للسيدات أثناء مشاركته في بطولة أفريقيا لكرة اليد للسيدات وفوزه باللقب سنة 2014.

## روابط خارجية
- رجاء التومي على موقع الاتحاد الأوروبي لكرة اليد (الإنجليزية)

## مواضيع ذات صلة
- منتخب تونس لكرة اليد للسيدات

## روابط خارجية
- رجاء التومي على موقع الاتحاد الأوروبي لكرة اليد (الإنجليزية)